# Ferrovia Alessandria-Ovada
La ferrovia Alessandria-Ovada è una linea ferroviaria italiana di proprietà statale che unisce Alessandria con alcuni centri della sua provincia fino ad Ovada, dove si interseca con la linea Asti-Genova.
È gestita da Rete Ferroviaria Italiana (RFI) che la qualifica come linea complementare. Il servizio ferroviario passeggeri risulta sospeso e sostituito da servizio autobus.

## Storia
La concessione per la costruzione della linea fu ottenuta da una società privata, la Società per la Ferrovia Alessandria Ovada (SAO).
Fu aperta al traffico il 27 settembre 1907, la ferrovia fu esercita in subconcessione dalla Società Veneta (SV).
Alla fine dello stesso anno la ferrovia fu riscattata dallo Stato italiano. Tuttavia, la SV mantenne l'esercizio in subconcessione fino al 1913 quando subentrarono le Ferrovie dello Stato (FS).
Nel 1929, le FS elettrificarono la linea in corrente trifase. L'esercizio in corrente continua a 3000 volt fu aperto il 1º ottobre 1962.
Nel 2012, la linea fu definita a bassa frequentazione dalla Regione Piemonte. Essa ridusse quindi i finanziamenti per il mantenimento del servizio ferroviario che pertanto fu soppresso da Trenitalia a partire dal 17 giugno. Resta invece attivo il servizio merci.

## Caratteristiche
La linea è una ferrovia a binario semplice a scartamento ordinario da 1.435 mm. È elettrificata a 3.000 volt in corrente continua.
La ferrovia è dotata di Comando Centralizzato del Traffico (CTC) e l'esercizio è regolato dal Dirigente Centrale Operativo (DCO) della stazione di Ovada.

### Percorso
| Continuation backward |

|  | Unknown route-map component "ABZg+l" | Unknown route-map component "CONTfq" |

| Station on track |

| Unknown route-map component "vCONTgq" | Unknown route-map component "SPLeq" | Unknown route-map component "ABZglr" | Unknown route-map component "SPLaq" | Unknown route-map component "vCONTfq" |

| Unknown route-map component "SKRZ-Au" |

| Station on track |

| Unknown route-map component "SKRZ-Au" |

| Unknown route-map component "eBHF" |

| Unknown route-map component "eHST" |

| Unknown route-map component "SKRZ-Au" |

| Unknown route-map component "SKRZ-Au" |

| Station on track |

| Unknown route-map component "eHST" |

| Stop on track |

| Station on track |

| Station on track |

|  | Unknown route-map component "emABZgl" | Unknown route-map component "uexCONTfq" |

|  | Junction both to and from left | Unknown route-map component "CONTfq" |

| Station on track |

| Continuation forward |

## Traffico
Il servizio passeggeri risulta sostituito da autocorse.
La linea è utilizzata anche per il trasporto di merci proveniente dal VTE di Genova Voltri specialmente per i container detti high cube, che hanno restrizioni d'accesso sulla linea dei Giovi.